# Joshua Akena
Joshua Akena (1992) è un giocatore di football americano svedese che milita nel ruolo di runningback nei Munich Ravens e nella nazionale svedese.
In precedenza ha militato negli Arlanda Jets, negli Uppsala 86ers, nei Wasa Royals, nei Göteborg Marvels, negli Stockholm Mean Machines e nei Tyresö Royal Crowns.
Nel 2021 è diventato vicecampione europeo con la nazionale svedese.

## Palmarès

### Club
- SM-Finalen: 1

Stockholm Mean Machines: 2019